# Turridrupa diffusa
Turridrupa diffusa é uma espécie de gastrópode do gênero Turridrupa, pertencente a família Turridae.